# Phan Văn Xoàn
Phan Văn Xoàn (sinh năm 1924 – 2014) là Anh hùng Lực lượng vũ trang nhân dân, Thiếu tướng Công an nhân dân Việt Nam. Ông nguyên là Tư lệnh Bộ Tư lệnh Cảnh vệ (Việt Nam). Ông từng là cận vệ của Chủ tịch Hồ Chí Minh trong 10 năm và là người lập nên công ty vệ sĩ chuyên nghiệp đầu tiên của Việt Nam.

## Tiểu sử
- Phan Văn Xoàn sinh ngày 15 tháng 1 năm 1924 tại xã Tân Hưng, tỉnh Cà Mau.[1]
- Ông có bí danh Thanh Nam, Năm Xoàn.[1][2]
- Năm 1940, Phan Văn Xoàn gia nhập Đảng Cộng sản Việt Nam.[1]
- Năm 1950, 26 tuổi, Phan Văn Xoàn là Bí thư Huyện ủy Cà Mau, tỉnh ủy viên Tỉnh ủy Bạc Liêu.[cần dẫn nguồn]
- Năm 1955, ông bắt đầu làm cảnh vệ ở Bộ Công an Việt Nam.[1]
- Từ năm 1958 đến năm 1989 ông là Cục phó, rồi Cục trưởng Cục Cảnh vệ, Bộ Công an.[1]
- Tháng 3 năm 1960, ông được Bộ trưởng Trần Quốc Hoàn phân công trực tiếp bảo vệ cho Chủ tịch nước Hồ Chí Minh thay ông Phạm Lê Ninh được cử đi học.[3][4]
- Từ giữa năm 1968, ông nhận nhiệm vụ mới. Ông phụ trách công tác bảo vệ an ninh cho các đoàn đại biểu Chính phủ Việt Nam Dân chủ Cộng hòa và Chính phủ Cách mạng Lâm thời Cộng hòa miền Nam Việt Nam tại Hội nghị Paris, Pháp.[1][3] Ông đã trải qua bốn năm 8 tháng ở Paris cho đến khi Hiệp định Paris được kí kết.[3]
- Sau đó ông làm Quyền Tư lệnh rồi Tư lệnh Bộ Tư lệnh Cảnh vệ (Việt Nam).[1]
- Năm 1992, ông nghỉ hưu.[1]
- Tháng 12 năm 1995, Phan Văn Xoàn lập công ty vệ sĩ chuyên nghiệp đầu tiên của Việt Nam có tên "Công ty Trách nhiệm hữu hạn Thương mại - Dịch vụ bảo vệ Long Hải" với 44 nhân viên (năm 2014 hơn 3000 nhân viên). Ông giữ chức Chủ tịch Hội đồng quản trị kiêm Tổng giám đốc công ty này.[1]
- Vào lúc 23 giờ 24 phút ngày 29 tháng 4 năm 2014, ông qua đời tại Thành phố Hồ Chí Minh do tuổi cao sức yếu.[1]
- Thi thể ông được hỏa táng. Tro cốt được để ở chùa Giác Uyển, đường Huỳnh Văn Bánh, quận Phú Nhuận, Thành phố Hồ Chí Minh.[cần dẫn nguồn]
- Ngày 23 tháng 7 năm 2014, Chủ tịch nước Việt Nam kí quyết định truy tặng Thiếu tướng Phan Văn Xoàn danh hiệu Anh hùng lực lượng vũ trang nhân dân. Con trai ông là Phan Hồng Long nhận thay cho cha từ tay của Đại tướng, Bộ trưởng Bộ Công an Trần Đại Quang.[3]

## Khen thưởng
- Huân chương Độc lập hạng Nhì
- Huy chương kháng chiến chống Pháp hạng Nhất
- Huân chương Kháng chiến chống Mỹ hạng Nhất
- Huân chương Quân công hạng Nhất
- Huy hiệu Thành đồng Tổ quốc
- Huy chương vì thế hệ trẻ
- Huy hiệu 70 năm tuổi Đảng Cộng sản Việt Nam
- Danh hiệu Anh hùng lực lượng vũ trang nhân dân
- Kỷ niệm chương "Vì sự nghiệp bảo vệ Đảng, bảo vệ lãnh tụ"[5]

## Gia đình
Ông có hai người vợ.
Tháng 3 năm 1950, ông kết hôn với người vợ đầu ở Bạc Liêu trước khi đi học ở Trung Quốc. Hai người có con gái tên Phan Thu Hoa. Năm 1952, người vợ đầu bỏ ông lấy chồng khác.
Năm 1956, ông kết hôn với Tô Hồng Thu, con gái của Lê Giản, Tổng giám đốc Nha Công an nhân dân Việt Nam.
Hai ông bà có bốn người con, một gái và ba trai.
Con gái ông là Phan Hà. Con trai tên là Phan Hồng Long, Phan Nam.